# Martha Villalobos
Martha García Mejía (Ciudad de México; 30 de mayo de 1962), conocida como Martha Villalobos, es una luchadora profesional mexicana. Pertenece a una dinastía de tradición luchística en México y es también conocida por sus seguidores como La Diva del Ring.también fue una ruda salvaje y tenía los nombres de La Asesina del Ring y la Aplanadora. 

## Carrera
Sus primeros pasos en la lucha libre los hizo al lado de sus padres y hermanos integrantes de la Dinastía Villalobos. Su padre fue el luchador Francisco "Panchito" Villalobos.

### Retiro
En el año 2005 falleció su madre lo cual constituyó un golpe muy duro para Martha debido a que sintió que no pudo disfrutarla mucho, motivo por el cual decide en este año renunciar a la AAA después de 15 años de carrera dentro de esta donde recorrió varias veces el país.

### Los Reyes del Ring
Tras su retiro de la AAA en 2005, Martha Villalobos puso en marcha la empresa "Los Reyes del Ring" en Xalapa Veracruz que se ha convertido en un semillero de nuevas promesas de la lucha libre. Actualmente continúa al frente de la administración de esta empresa.

## Legado
Martha Villalobos ha abierto una brecha en un deporte que se consideraba propio de hombres. Además del deporte, Martha ha incursionado en actividades filantrópicas a través de la fundación "Por México, tú y yo", en donde organiza actividades culturales en beneficio de niños, jóvenes y adultos de escasos recursos.

## Campeonatos y logros
- Lucha Libre AAA
  - Campeonato Reina de Reinas de AAA. (2 veces) Al derrotar en la final a Esther Moreno
- Comisión de Box y Lucha Libre D.F.
  - Campeonato Nacional Femenil.(1 vez) Al derrotar a la Sirenita y lo retubo casi 5 años.
  - Campeonato Femenino en Parejas Nacional. (1 vez) con Pantera sureña
- Federación Internacional de Lucha Libre
  - Campeonato Femenino de FILL. (1 vez)
- Otros títulos locales
  - Campeonato Femenino del Estado Mexicano. (1 vez)
  - Campeonato Metropolitano lo consigue al derrotar a Irma Aguilar.
- Luchas de Apuestas:
- Ganó la máscara de la Briosa una máscara con mucho prestigio.
- Ganó la cabellera de La Briosa
- Perdió su cabellera 3 veces una ante Irma González, ante la Pantera Sureña y otra ante La Sirenita.